# Anna Achmatowa

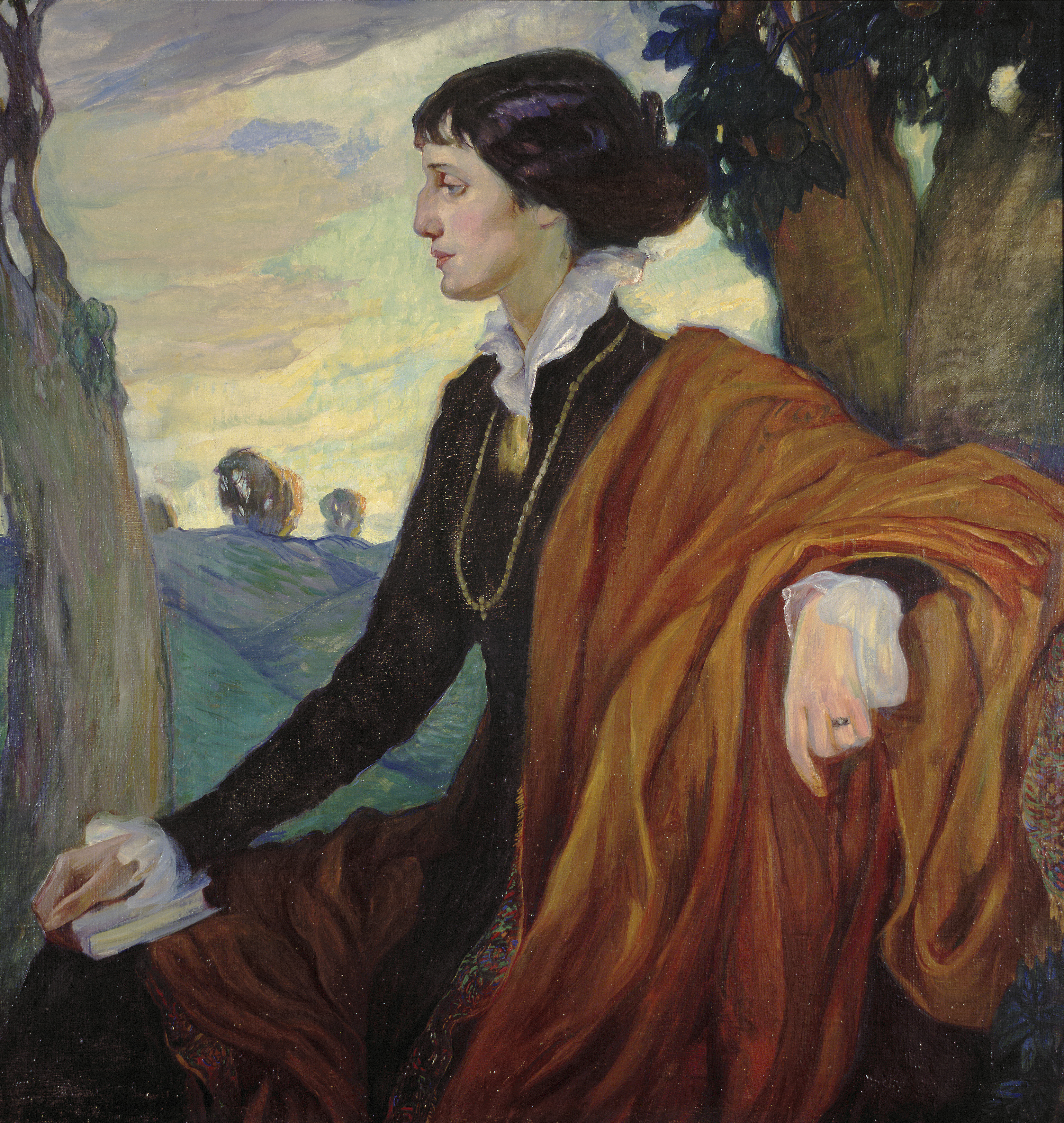
Portret Anny Achmatowej autorstwa Olgi Della-Vos-Kardowskiej, 1914

Anna Achmatowa (ros. Анна Ахматова, właściwie Anna Andriejewna Gorienko (ros. Анна Андреевна Горенко); ur. 11 czerwca?/23 czerwca 1889 w Odessie, zm. 5 marca 1966 w Domodiedowie) – jedna z najwybitniejszych rosyjskich poetek XX wieku, czołowa przedstawicielka modernizmu i akmeizmu. Nazywana duszą rosyjskiego Srebrnego Wieku, porównywana z Safoną i Mozartem.
Jej twórczość to zarówno refleksyjne, subtelne liryki, jak i uniwersalne, z genialną strukturą wewnętrzną poematy w rodzaju Requiem (1935–40), mistrzowskiej tragedii o terrorze stalinowskim. Pisała utwory różnorodne tematycznie, jak Czas i pamięć, Los artystki, czy Trauma lat życia i tworzenia w cieniu stalinizmu. Jest też autorką prac historycznych o Puszkinie oraz wspomnień o Aleksandrze Błoku i Amedeo Modiglianim. Z niewielkimi przerwami władze radzieckie ledwo ją tolerowały, przez długie okresy zakazywano publikowania jej poezji, a w 1946 roku stała się ofiarą bezpardonowej polityczno-ideowej nagonki ze strony partii, która doprowadziła do powtórnego zakazu publikacji i wystąpień publicznych. Po śmierci Stalina, wraz z nastaniem tzw. odwilży, stopniowo przywracana do życia publicznego i świadomości społeczeństwa ZSRR.

## Życiorys

### Młodość
Urodziła się w mieście Bolszoj Fontan pod Odessą, w rodzinie inżyniera kapitana drugiej rangi marynarki wojennej (wówczas już w stanie spoczynku). Od 1890 roku mieszkała w Carskim Siole. Uczęszczała tam do miejscowego Gimnazjum Maryjskiego. W 1905 roku, po rozwodzie rodziców zamieszkała z matką, Inną Erazmowną, z domu Stogową, na Krymie. Kontynuowała naukę w Gimnazjum Funduklejewskim w Kijowie, które ukończyła w 1907 roku. W tym samym roku podjęła studia na Wyższych Kursach Żeńskich w Kijowie, a w 1911 – studia w Petersburgu na Wyższych Kursach Historyczno-Literackich Rajewa.

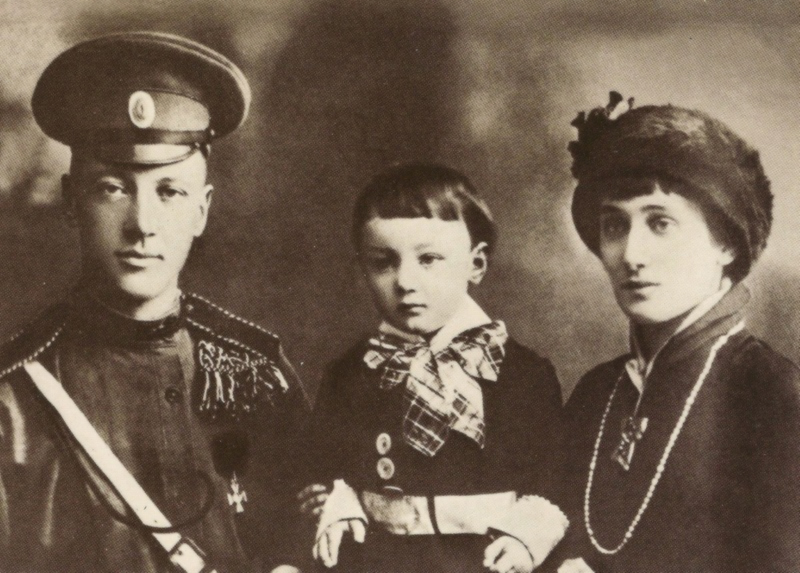
Nikołaj Gumilow, Lew Gumilow, Anna Achmatowa, 1916

### Związki
Była trzykrotnie zamężna: z Nikołajem Gumilowem (1910–1918), Władimirem Szylejko (1918–1926) i historykiem sztuki Nikołajem Puninem (nieoficjalnie od 1922, oficjalnie 1926–1938). Z pierwszego małżeństwa miała syna, Lwa Nikołajewicza Gumilowa. Tajna informacja o poetce, sporządzona w Leningradzkim Zarządzie Ministerstwa Bezpieczeństwa Publicznego w 1946 roku, wspomina o profesorze anatomii Władimirze Gieorgijewiczu Garszynie, którego Achmatowa miała uważać za męża po odejściu od niej Punina. Biografie wymieniają też „zakochaną przyjaźń” z Nikołajem Władimirowiczem Niedobrowo (1913–1916).

### Podróże w młodości
Po pierwszym zamążpójściu dwukrotnie odwiedziła Paryż, a w 1912 roku podróżowała po Włoszech. Z tego okresu datuje się jej znajomość z Amadeo Modiglianim.

### Pierwszy okres radziecki
Po przewrocie bolszewickim (rewolucji październikowej) nie wyemigrowała z Rosji. Podzieliła los własnego narodu i niezależnych twórców w totalitarnym ustroju. Osobiście nie była więziona, ale dotknęło ją to poprzez taki los wielu jej bliskich: w 1921 rozstrzelano Nikołaja Gumilowa, aresztowano, kolejno zwalniano i osadzano w obozach jedynego syna i trzeciego męża (zmarłego ostatecznie w obozie), aresztowano na jej oczach Osipa Mandelsztama. W latach 1923–1940 nie ukazywały się praktycznie żadne jej publikacje. Dotkliwie przeżyła pierwsze (1935) aresztowania syna i męża (zwolniono ich po tygodniu), a potem drugie (1938) syna, skazanego wkrótce w pierwszej instancji na 10 lat obozu, a ostatecznie na lat 5.
W okresie od 1922 do 1940 roku praktycznie były zakazane jej poetyckie publikacje. Jako nieproletariacka poetka została w 1925 roku wykluczona z Leningradzkiego Oddziału Wszechrosyjskiego Związku Pisarzy. W tym okresie nadal tworzyła coraz głębsze i coraz bardziej przejmujące poezje, ale większość tych utworów zaginęła (każdego nowego wiersza uczyła się na pamięć, a jego rękopis paliła). Znalazła też nowe zainteresowanie – badanie twórczości Puszkina oraz architektury Petersburga. Sporadycznie wygłaszała na te tematy wykłady. Nieregularnie występowała też na wieczorach poetyckich. Dokonywała przekładów dzieł z zakresu sztuki.
Według wspomnień Kornieja Czukowskiego Achmatowa w tym okresie opowiadała mu o żądaniach redakcji Literatury Radzieckiej – nie ma być mistycyzmu, nie ma być pesymizmu, nie ma być polityki. Poetka podsumowała to tak: Została już tylko rozpusta.

### Okres wojny
Po rozpoczęciu oblężenia Leningradu, nieoczekiwanie we wrześniu 1941 roku władze ewakuowały ją przez Moskwę, Czystopol, Kazań do Taszkentu. T. Klimowicz podaje, że podobno był to skutek osobistego rozkazu Stalina dotyczącego ulubionej poetki jego jedynej córki Swietłany Alliłujewej.
Do Leningradu – nazwała go wtedy strasznym duchem udającym jej miasto – wróciła latem 1944 roku. Zamieszkała jak poprzednio w mieszkaniu byłego męża Punina (ze względu na brak innego lokum pozostała tam po rozwodzie) w Fontannym Domie (były pałac Szeremietiewa). W 1945 roku odwiedził ją tam dwukrotnie znany angielski polityk i dziennikarz pochodzenia żydowskiego, emigrant z Rosji, sir Isaiah Berlin.

### Drugi okres radziecki
Rozpoczęty w 1940 roku powrót utworów poetki na łamy czasopism i książek nie trwał długo. Po serii entuzjastycznie przyjętych wystąpień na wieczorach twórczych w 1946 roku Achmatowa została, wraz z satyrykiem Michaiłem Zoszczenką, brutalnie zaatakowana w związku z tzw. sprawą czasopism Leningrad i Zwiezda. W postanowieniu WPK(b) z 14 sierpnia została potępiona za pustą bezideową poezję, pesymizm, schyłkowość, salonowy burżuazyjno-arystokratyczny estetyzm, sztukę dla sztuki, i w całości szkodzenie sprawie wychowywania młodego pokolenia. Postanowienie zawierało jedenaście punktów radykalnej naprawy sytuacji w ww. czasopismach, łącznie z natychmiastowym wysłaniem do Leningradu Żdanowa – formalnie dla udzielenia wyjaśnień i wskazówek. Za jedno z wyjaśnień można przyjąć wypowiedziane przez niego wtedy dosadne określenie Achmatowej, projekcji na poetkę wspominanego dalej stwierdzenia krytyka B. Eichenbauma, jako na wpół jawnogrzesznicy, na wpół mniszki (полу-блудница, полу-монашка). W wyniku wspomnianego postanowienia oraz obecności Żdanowa ogólne zebranie leningradzkiej inteligencji twórczej posłusznie zaakceptowało ocenę Achmatowej. Wstrzymano w konsekwencji druk już przygotowanych dwóch tomów jej poezji oraz wykluczono ją ze Związku Pisarzy Radzieckich (ZPR). Zakazano też jej wystąpień publicznych, podobno ze względu na spontaniczne wstawanie publiczności na jej wejście. Prawdopodobnie z tymi faktami związane jest pytanie Stalina: Kto zorganizował wstawanie?. Pytanie to obecnie wygląda humorystycznie, zwłaszcza że znany jest materiał Leningradzkiego Zarządu Ministerstwa Bezpieczeństwa Publicznego, sporządzony w 1946 roku przez naczelnika Rodionowa. Wprost twierdzi on nie tylko o wielkiej popularności poetki za granicą, ale o olbrzymim autorytecie i popularności w kraju ze względu na twórczość i osobowość, także opinie, jak Kornieja Czukowskiego o tym, że jest spadkobierczynią Puszkina.
Wkrótce, w 1949 roku, kolejny raz aresztowano i skazano na 10 lat obozu Lwa Gumilowa, a także jej byłego męża Nikołaja Punina (oskarżonego o bycie adwokatem „reakcyjnej idei sztuki dla sztuki” po tym, gdy wieść o aresztowaniu 18 kolegów skomentował słowami Przeżyliśmy najazd Tatarów, przeżyjemy i to), którego zesłano do obozu Abiez koło Workuty, w którym zmarł cztery lata później. Wprawdzie w 1950 roku przywrócono Achmatowej członkostwo w ZPR, ale w 1952 roku wysiedlono ją z Fontannego Domu do innego mieszkania. Dopiero w 1955 roku otrzymuje z Funduszu Literackiego (Литфонд) daczę na osiedlu pisarzy Komarowo – będzie ją nazywała „Budka”. W 1962 roku odwiedził ją tam Robert Frost.

### Trzeci okres radziecki
W kolejnych latach stopniowo znikają z jej życia utrudnienia. Pojawiają się publikacje. W 1962 roku zostaje zgłoszona do Nagrody Nobla (ostatecznie nie otrzymała jej). Może też odbyć kilka podróży zagranicznych – do Włoch, na Sycylię w związku z otrzymaniem nagrody Taormina oraz do Anglii po tytuł doktora honoris causa Uniwersytetu Oksfordzkiego.
W tym okresie interesowała się, opiekowała i w miarę możliwości wspierała młodych poetów, takich jak Anatolij Najman czy Iosif Brodski.
Zmarła po czwartym zawale serca. Została pochowana z odprawieniem prawosławnych obrzędów pogrzebowych na cmentarzu w Komarowie, 44 km od Leningradu (obecnie Petersburg) w kierunku na Wyborg.

## Charakterystyka dorobku

### Początki twórczości i debiut
Rosyjska poezja zaistniała w jej dzieciństwie dzięki matce, która przekazywała jej wyuczone na pamięć wiersze Niekrasowa i Dierżawina. Pierwszy wiersz napisała w 1900 roku pod wpływem jej ówczesnych poetyckich idoli – Racina, Puszkina i Boratyńskiego. Ze względu na ojca, który zakazał stawiać tak szanowane nazwisko pod wierszami, zaczęła od 1910 roku podpisywać swoje utwory panieńskim nazwiskiem prababci ze strony matki Praskowii Fiedosiejewny Achmatowej (w małżeństwie Motowiłowej), pochodzącej ze szlacheckiego rodu Achmatowych i rodu tatarskich książąt Czagajewych. Jak wspominała później sama Achmatowa, ogólnie poziom wierszy sprzed 1910 roku był tak opłakany, że nawet bez pamięci zakochany w niej Gumilow nie miał odwagi ich chwalić. I dopiero, dalej według jej słów, przeczytanie korekty Cyprysowej szkatułki I. F. Annienskiego pozwoliło coś jej zrozumieć w poezji.
Debiutowała publicznie w 1907 roku wierszem Na jego ręce błyszczących pierścionków mnóstwo… (На руке его много блестящих колец…) podpisanym Anna G.  w nrze 2 w paryskim dwutygodniku Sirius wydawanym po rosyjsku przy udziale Gumilowa. Pierwsza publikacja w Rosji pod pseudonimem Achmatowa ukazała się w 1911 roku, był to wiersz Stary portret (Старый портрет) w nrze 3 Czasopisma powszechnego (Всеобщий журнал).

### Przed i bezpośrednio po 1917 r.
Achmatowa we wczesnym okresie twórczości oprócz walki o prawo naturalne, nie z łaski czy pobłażliwości, bycia przez kobietę twórcą (twórczynią) poezji, zajmowała się pogłębioną analizą psychologii wewnętrznej kobiety kochającej, a jednocześnie czy wbrew temu – osamotnionej, odepchniętej, zdradzonej. Wplatało się to w manifest akmeistów, twierdzących o powołaniu twórców do pokazywania realności ludzi i uczuć, osiąganiu szczytów i samospełnieniu się. Było to odejście zarówno od wizji dekadenckiej femme fatale, zaborczej i obojętnej w niszczeniu kochanka, jak i symbolistycznego obrazu bezcielesnej i lodowatej Pięknej Pani.

Pieśń ostatniego spotkania

Tak bezradnie serce się kurczyło,

A chód jeszcze był lekki i miękki,

Lecz na prawą dłoń nałożyłam

Rękawiczkę z mej lewej ręki.

Wydawało się: stopni tak wiele,

Lecz wiedziałam, że trzy, na pewno!

Pośród klonów jesienny szelest…

On poprosił: „O, umrzyj ze mną!

Oszukały, zabrały mi siły

Losy zmienne i nierozumne”.

I odrzekłam: „O miły, miły,

Mnie tak samo! I z tobą umrę…”

To jest pieśń ostatniego spotkania.

Popatrzyłam na dom z mrocznym cieniem.

Tylko świece jaśniały w sypialnym

Obojętnym, żółtym płomieniem.

Wieczór, 1911

(tłum. G. Gieysztor, L. Podhorski-Okołów
z adaptacją ostatniej strofy)

Według Michaiła Kuzmina poetka w tym czasie dzieliła się z czytelnikami umiejętnością pojmowania i miłowania rzeczy w ich metafizycznej więzi z przeżywanymi chwilami. Jak snopem światła wychwytywała związek jakiegoś przedmiotu – rękawiczki czy poświaty świec – z utworem, przedmiotu wydawałoby się odrzuconego i zepchniętego do niepamięci, ale dzięki temu przypomnieniu wywołującemu nagły, przemożny, i tym bardziej błogi ból.
Poruszanie przez Achmatową, kobietę, takich kwestii, chociaż w sposób subtelny i aluzyjny, było przyjmowane w jej czasach jako śmiała erotyka, a nie jako liryka miłosna, jak oceniano to 100 lat później. Jednocześnie jej utwory były przeniknięte duchem, jak eufemistycznie mówi się nadal, mistycyzmu, co oznaczało bez wątpienia związek z religią prawosławną, związek silny i obecny w życiu poetki do końca życia. Takie utwory – z obu obszarów, czy wręcz splecione ze sobą – można odszukać w tomikach Wieczór i Różaniec. Odbiór takich utworów był niejednoznaczny, dla wielu stanowił szok, zwłaszcza wspomniane splecenie.
Zdarzenia dziejowe, które nastąpiły wkrótce – wojna i rok 1917 – wywarły przemożny wpływ na jej twórczość. Jadwiga Szymak-Reiferowa zauważa, że w jej poezji pojawiają się i pozostają jako niekończące się refleksje motywy odmiany losu. Jednocześnie nie jest to odwrót do przeszłości i żal po wieku złotym. Poetka uwypukla moment przełomu, chce zatrzymać tę chwilę aby dojść do sedna, praprzyczyny tej nieoczekiwanej i bolesnej zmiany. Wtedy ujrzały światło dzienne zbiory Białe ptaki, Ziele przydrożne i Anno Domini MCMXXI. W tym ostatnim zbiorze można znaleźć takie wersy wiersza Myślałem, że też taka jestem (А, ты думал – я тоже такая,): Przysięgam ci na Eden archanielski, na ikonę cudowną przysięgam, i na naszych nocy upojne mroki (Но клянусь тебе ангельским садом, чудотворной иконой клянусь, и ночей наших пламенных чадом). Krytyka zauważyła to jako kontynuację splecenia mistyki i erotyki (w ówczesnym pojęciu). B. Eichenbaum w pracy „Anna Achmatowa” wydanej w 1923 r. w Petersburgu tak pisze o stworzonych przez nią bohaterkach: … paradoksalna swą dwuznacznością (lub właściwie stanowiąca oksymoron) postać – i jawnogrzesznicy pełnej burzliwych namiętności, i żebrzącej mniszki mogącej wymodlić u Boga odpuszczenie. Takie porównanie w życiu poetki pojawi się w zupełnie innych okolicznościach, w roku 1946.
Wtedy też pojawiały się opinie diametralnie inne. N. Osiński w artykule Pędy trawy (Побеги травы) opublikowanym w Prawdzie w lipcu 1922 roku ogłosił Achmatową, po śmierci A. Błoka, pierwszym poetą Rosji.

### Przemilczanie
Niezmienna tematyka poezji Achmatowej wywoływała nie tylko podane oceny. W realiach Rosji radzieckiej istotniejsze stały się słowa Lwa Trockiego z artykułu opublikowanego w dzienniku „Prawda” 26 lipca 1923. Mowa jest w nim o tym, że [jeszcze] nikt od poetów nie domaga się konkretnych tematów, mogą [jeszcze] pisać o czym tylko chcą, ale w takim przypadku muszą wiedzieć, że nowa klasa budująca nowy świat nie da im prawa nazywać się nowymi poetami. W następnych latach nie było ważne, kto powiedział powyższe słowa – praktyka od nich nie odbiegała. Poezja Achmatowej przestała być publikowana, a ją samą usunięto z oddziału pisarzy. Później, nawet w wydawanych w latach 80. XX wieku zbiorach jej poezji w związku z tym zdarzały się twierdzenia, że w tym okresie poetka przeżywała kryzys twórczy, że zamilkła po śmierci Gumilowa. Wbrew temu poetka nadal tworzyła, część tych utworów znalazło się w opublikowanych w końcu tomach, ale sporo zaginęło podczas ewakuacji i przeprowadzek.
A wkrótce ta poetka liryczna, duch i geniusz Srebrnego Wieku dotknęła spraw diametralnie innych. W tym okresie powstało Requiem. Związane jest ono z dwukrotnymi aresztowaniami jej jedynego syna, grozą terroru, atmosferą wielogodzinnych, milczących kolejek przed leningradzkim więzieniem śledczym na ulicy Szpalernej. Przyjmowano tam paczki dla uwięzionych, a przyjęcie paczki było jedynym znakiem, że aresztowany żyje. Achmatowa znacznie później doda do utworu wprowadzenie: W czasie strasznych lat terroru Jeżowa siedemnaście miesięcy spędziłam w kolejkach przez więzieniami. […] stojąca za mną kobieta z sinymi ustami […] ocknęła się z charakterystycznego dla nas wszystkich odrętwienia i szepnęła mi do ucha (tam wszyscy mówili szeptem): Możecie to opisać? Ja powiedziałam: Mogę. Wtedy coś w rodzaju uśmiechu prześlizgnęło się po tym, co niegdyś było jej twarzą.
Pod sam koniec tego okresu ukazał się w 1940 r. mały tomik poezji. Nie był wydarzeniem – utwory z wielu lat nie były inne niż już znane.
W tym samym roku Achmatowa rozpoczęła wieloletnią pracę nad Poematem bez bohatera, przejmującym zapisem popaździernikowych losów Rosjan. W międzyczasie napisała wiersz Męstwo (Мужество), opublikowany w 1943 roku przez Prawdę.

### Ocena znaczenia
Przytaczane już opinie współczesnych Achmatowej krytyków i artystów o wielkości jej utworów i miejscu jej samej w Panteonie rosyjskiej poezji, poza zaprzeczaniem z pozycji ideologicznych, nie są kwestionowane. Jewgienij Jewtuszenko w antologii poezji rosyjskiej (Строфы века. Антология русской поэзии. Минск-Москва, Полифакт, 1995) stawia ją obok Mariny Cwietajewej mówiąc, że pewnie nigdy nie da się określić, która z nich była największą poetką rosyjską.

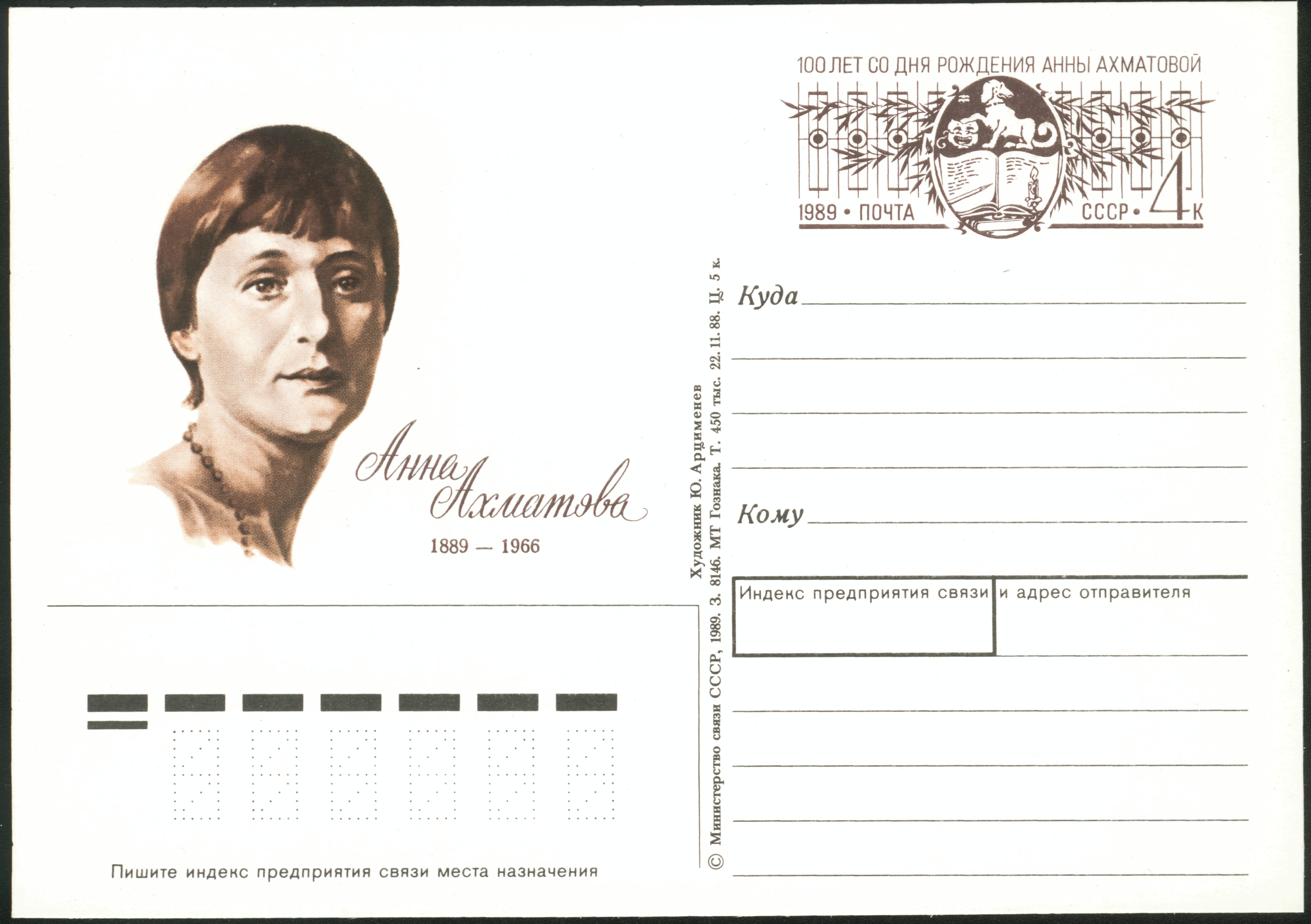
Kartka pocztowa z wizerunkiem poetki oraz oryginalnym pamiątkowym stemplem wydana w stulecie urodzin (1989)

## Publikacje
- Wieczór (Вечер), 1912
- Różaniec (Четки), 1914
- Białe ptaki (Белая стая), 1917
- Ziele przydrożne (Подорожник), 1921
- Anno Domini MCMXXI, 1922
- Z sześciu ksiąg (Из шести книг), 1940
- Wiersze wybrane (Избранное), 1943
- Wiersze (Стихотворения), 1958
- Wiersze 1909–1960 (Стихотворения 1909–1960), 1961
- Requiem (Реквием), 1962 (utwór powstał w latach 1935–1940)
- Poemat bez bohatera (Поэма без героя), 1962 (utwór powstał w latach 1940–1962)
- Bieg czasu. Wiersze 1909–1965 (Бег времени. Стихотворения 1909–1965), 1965

W Polsce ukazało się kilka wyborów wierszy Anny Achmatowej, m.in. wydany w ostatnich latach życia poetki tomik Poezje (PIW, Warszawa 1964) w opracowaniu i ze wstępem Seweryna Pollaka.